# 悔しいわ/Piece of Peace〜しあわせのパズル〜
「悔しいわ/Piece of Peace〜しあわせのパズル〜」（くやしいわ/ピース・オブ・ピース〜しあわせのパズル〜）は、2022年10月19日にアップフロントワークス（hachamaレーベル）から発売、および配信されたアンジュルムの14枚目のシングル。

## 概要
- 初回生産限定盤A・B・スペシャル（以下SP）、通常盤A・Bの5形態での発売。SPを含む初回生産限定盤はCD+Blu-ray Disc、通常盤はCDのみの商品構成。通常盤の初回仕様のみ、トレカサイズ生写真ソロ10種+キラ仕様集合1種よりランダムにて1枚封入（通常盤Aは「悔しいわ」Ver.、通常盤Bは「Piece of Peace〜しあわせのパズル〜」Ver.）。

## 収録曲

### 初回生産限定盤A・B・SP・通常盤A・B
1. 悔しいわ
作詞・作曲：中島卓偉、編曲：鈴木俊介
2. Piece of Peace〜しあわせのパズル〜
作詞：星部ショウ、作曲：Shusui / Josef Melin、編曲：Josef Melin
3. 悔しいわ（Instrumental）
4. Piece of Peace〜しあわせのパズル〜（Instrumental）

### 初回限定盤Blu-ray Disc
- A
  - 悔しいわ（Music Video）
  - 悔しいわ（Dance Shot Ver.）
  - 悔しいわ（メイキング映像）

- B
  - Piece of Peace〜しあわせのパズル〜（Music Video）
  - Piece of Peace〜しあわせのパズル〜（Close-up Ver.）
  - Piece of Peace～しあわせのパズル～（メイキング映像）

- SP（BD「rockin'on presents JAPAN JAM 2022」(5月3日 千葉市蘇我スポーツ公園)ライブ映像、バックステージ映像付）
  - OPENING
  - 泣けないぜ・・・共感詐欺
  - 次々続々
  - MC
  - 愛・魔性
  - 赤いイヤホン
  - 出すぎた杭は打たれない
  - MC
  - 限りあるMoment
  - 大器晩成
  - 46億年LOVE
  - 愛すべきべき Human Life

特典映像
- - バックステージ映像

## リリース日一覧
| 地域 | リリース日     | レーベル               | 規格                          | カタログ番号                       |
| ---- | -------------- | ---------------------- | ----------------------------- | ---------------------------------- |
| 日本 | 2022年10月19日 | hachama/UP-FRONT WORKS | CDマキシシングル+Blu-ray Disc | HKCN-50734〜5（初回生産限定盤A）   |
| 日本 | 2022年10月19日 | hachama/UP-FRONT WORKS | CDマキシシングル+Blu-ray Disc | HKCN-50736〜7（初回生産限定盤B）   |
| 日本 | 2022年10月19日 | hachama/UP-FRONT WORKS | CDマキシシングル+Blu-ray Disc | HKCN-50738〜9（初回生産限定盤SP）  |
| 日本 | 2022年10月19日 | hachama/UP-FRONT WORKS | CDマキシシングル              | HKCN-50740（通常盤A）              |
| 日本 | 2022年10月19日 | hachama/UP-FRONT WORKS | CDマキシシングル              | HKCN-50741（通常盤B）              |
| 日本 | 2022年10月19日 | hachama/UP-FRONT WORKS | ダウンロードシングル          | HKCN-50740（LC-AAC）               |
| 日本 | 2022年10月19日 | hachama/UP-FRONT WORKS | ダウンロードシングル          | HKCN-50740-HR（FLAC・96kHz/24bit） |

## 参加メンバー
- 2期：竹内朱莉
- 3期：佐々木莉佳子
- 4期：上國料萌衣
- 6期：川村文乃
- 7期：伊勢鈴蘭
- 8期：橋迫鈴
- 9期：川名凜、為永幸音、松本わかな
- 10期：平山遊季